# Allium zergericum
Allium zergericum är en amaryllisväxtart som beskrevs av Furkat Orunbaevich Khassanov och Reinhard M. Fritsch. Allium zergericum ingår i släktet lökar, och familjen amaryllisväxter. Inga underarter finns listade i Catalogue of Life.